# Vikram (film tamoul, 1986)
Pour plus de détails, voir Fiche technique et Distribution.
Vikram est un film d'action et d'aventure, en tamoul, réalisé en 1986, par Rajashekar (en) et produit par Kamal Haasan et Chandrahasan (en). Le film met en vedette Kamal Haasan, Dimple Kapadia, Ambika (en), Sathyaraj (en) et Lizy (en). C'est le premier film indien à utiliser un ordinateur pour enregistrer les chansons. Le film est adapté du roman du même nom écrit par Sujatha. 

## Fiche technique
Sauf indication contraire, les informations mentionnées dans cette section peuvent être confirmées par la base de données cinématographiques IMDb,  présente dans la section « Liens externes ».
- Titre : Vikram
- Réalisation : Rajashekar (en)
- Scénario : Kamal Haasan - Sujatha Rangarajan
- Musique : Ilayaraja
- Production : Kamal Haasan - Chandrahasan (en)
- Langue : Tamoul
- Genre : Film d'action et d'aventure
- Durée : 136 minutes (2 h 16)
- Dates de sorties en salles :
  -  Inde : 29 mai 1986

## Distribution
- Kamal Haasan : Commander Arun Kumar Vikram alias A. K. Vikram, un agent de RAW impitoyable et intelligent.
- Sathyaraj (en) : Sugirtharaja
- Lizy (en) : Preethi, une experte en informatique et diplômée de l'IIT de Madras en ingénierie informatique (Voix off de Raadhika Sarathkumar).
- Amjad Khan : Le sultann du royaume de Salamia, royaume fictif (vraisemblablement en Asie centrale).
- Ambika (en) : Femme de Vikram.
- Dimple Kapadia : Inimaasi, princesse et sœur du sultan du royaume de Salamia.
- Charuhasan (en) : Rao, chef de l'agence de renseignement Research and Analysis Wing.
- Janagaraj (en) : Dubash-Tamil, traducteur de Salamia
- Manorama (en) : Pallathor Ramadevi, consort du sultan, royaume de Salamia
- Vikram Dharma (en) : Homme de main de Sugirtharaja
- V. K. Ramasamy (en) : ministre
- T. S. Raghavendra (en) : Thangaraj, secrétaire au bureau du Research and Analysis Wing.
- R. S. Shivaji (en) : Homme de main de Sugirtharaja
- Sabu Cyril (en) : Homme de main de Sugirtharaja